# Johannes Hevelius
Johannes Hevelius, versão alatinada do nome de batismo de Johann Hewelke, Johannes Höwelcke ou Johannes Hewel, também vertido ao polonês como Jan Heweliusz e ao português como João Hevélio (Danzig, 28 de janeiro de 1611 — Danzig, 28 de janeiro de 1687), foi um conselheiro civil, prefeito de Danzig (Gdańsk) e astrônomo polaco, que ficou mundialmente conhecido como "o fundador da topografia lunar".

## O comerciante e o homem público
Hevelius nasceu em Danzig na República das Duas Nações. Seu pai era Abraham Hewelke (1576-1649) e sua mãe Kordula Hecker (1576-1655). Era uma família de ricos comerciantes de cerveja originários da Boêmia. Depois de concluir o ensino básico, Hevelius foi estudar Direito em Leida, em 1630 e viajou pela Inglaterra e França onde conheceu Pierre Gassendi (1592-1655), Marin Mersenne (1588-1648) e Athanasius Kircher (1602-1680). Em 1634, se estabeleceu em sua cidade natal e em 21 de março de 1635, casou com Katharine Rebeschke, sua vizinha dois anos mais nova que ele. No ano seguinte, Hevelius tornou-se um membro da Associação dos Produtores de Cerveja, a qual dirigiu a partir de 1643.
Ao longo de sua vida, ele participou da administração municipal, tornando-se Ratsherr (conselheiro da cidade) em 1651 e mais tarde Bürgermeister (prefeito) de Danzig.

## A paixão pela astronomia

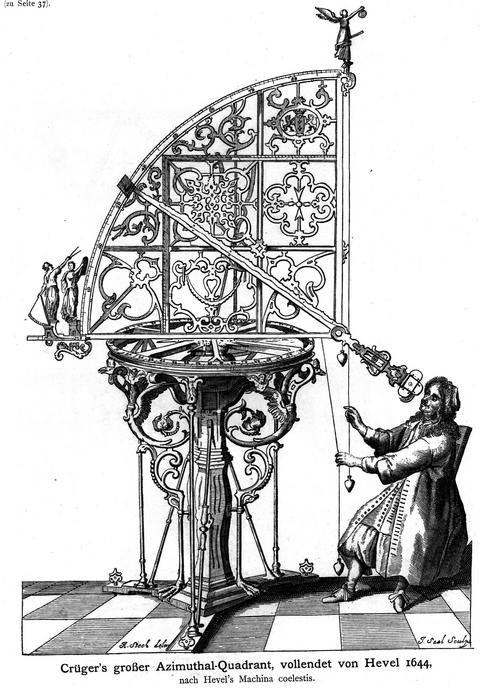
O Quadrante Azimutal de Peter Crüger segundo Hevelius

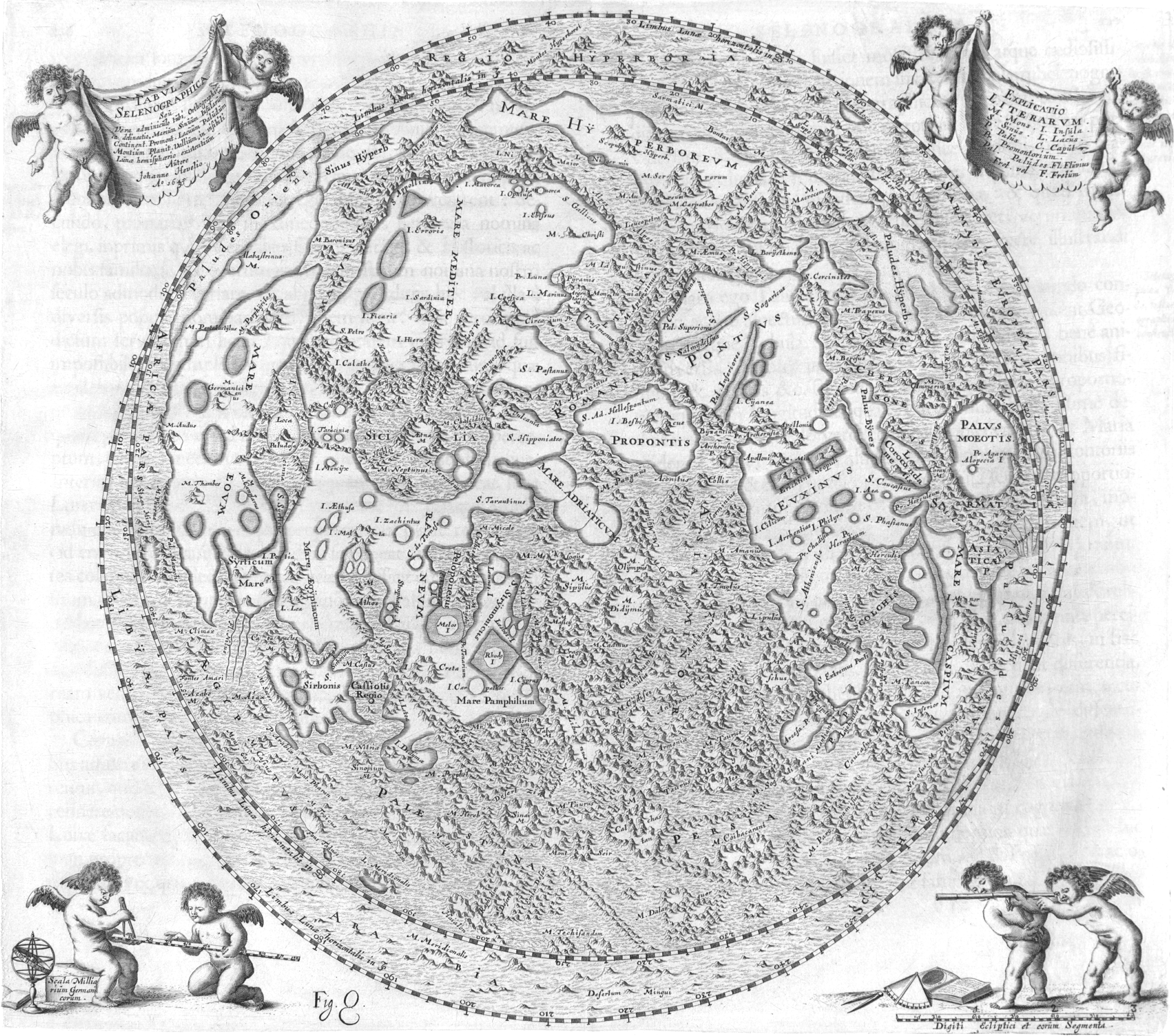
O mapa da Lua de Hevelius

Mas foi a partir de 1639 que o interesse maior de Hevelius passou a ser a astronomia. Em 1641, ele construiu um observatório nos telhados de suas três casas geminadas, equipando-o com esplêndidos equipamentos, incluindo, por último, um telescópio construído por ele mesmo de 45 m (150 ft.) de distância focal.
Este observatório particular foi visitado pela rainha da Polônia Maria Gonzaga em 29 de janeiro de 1660 e em 1678 pelo rei polonês Jan III Sobieski. Um jovem Edmund Halley, emissário da Royal Society das qual Hevelius era um membro desde 1664, o visitou em maio de 1679.
Hevelius fez observações das manchas solares, 1642–1645, devotou quatro anos a mapear a superfície lunar, descobriu a libração da Lua em longitude e publicou seus resultados na Selenographia sive Lunae Descriptio (1647), um trabalho que lhe rendeu o título de o fundador da topografia lunar.
Quatro cometas foram descobertos por ele, nos anos de 1652, 1661 (provavelmente o mesmo do Ikeya-Zhang), 1672 e 1677. Essas descobertas o levaram a sua tese de que tais corpos estão em uma trajetória parabólica ao redor do sol.
Katharine, sua primeira esposa, morreu em 1662, e um ano depois Hevelius casou com Elisabete Koopmann, a jovem filha de um comerciante (alemão Kaufmann). O casal teve quatro filhos. Elisabete o apoiou e também publicou dois de seus trabalhos após a sua morte.
Seu observatório, instrumentos e livros foram destruídos por um incêndio criminoso em 26 de setembro de 1679. A catástrofe está descrita no prefácio de seu Annus climactericus (1685). Ele prontamente reparou os danos, a fim de poder observar o grande cometa de dezembro de 1680. Sua saúde, porém nunca foi a mesma após esse triste acontecimento e ele faleceu no dia em que festejava o seu aniversário de 76 anos, em 28 de janeiro de 1687.
Em 1683, para comemorar a vitória das forças cristãs sobre o Império Otomano comandada pelo Rei Jan III Sobieski na Batalha de Viena, ele deu o nome à recém identificada constelação Scutum Sobiescianum (escudo de Sobieski).
Hevelius tinha seu livro impresso em sua própria casa, arcando com todas as despesas e ele mesmo não apenas desenhava como também gravava muitas das placas usadas na impressão.

## Obras
- Historiola Mirae (1662), na qual ele dá o nome à periódica estrela variável da constelação de Omicron Ceti, "Mira", ou "a Maravilha"
- Prodromus cometicus (1665)
- Cometographia (1668)
- Machina coelestis (a primeira parte, 1673), contém uma descrição de seus instrumentos; a segunda parte (1679) é extremamente rara, devido ao fato de que quase toda a sua edição ter sido queimada no incêndio de 1679
- Annus climactericus (1685), descreve o incêndio de 1679 e acrescenta observações feitas por Hevelius sobre a estrela variável Mira
- Prodromus astronomiae (1690), a publicação póstuma de seu catálogo de 1564 estrelas. Seu valor foi muito depreciado por ter sido fortemente criticado por Robert Hooke
- Firmamentum Sobiescianum (1690), um atlas com 56 páginas, correspondendo ao seu catálogo, contém sete novas constelações delineadas por ele e que ainda hoje estão em uso (mais algumas considerações que atualmente são consideradas obsoletas)